# Layilin
Layilin‏ (Layilin) هوَ بروتين يُشَفر بواسطة جين Layilin في الإنسان.